# Albert Finney
Albert Finney (Salford, Engeland, 9 mei 1936 – Londen, 7 februari 2019) was een Engels film- en toneelacteur. Finney ontving in zijn leven verscheidene onderscheidingen voor zijn acteerprestaties, evenals vijf Oscarnominaties.

## Biografie
Finney is opgegroeid in het arbeidersmilieu van de Noord-Engelse industriestad Salford, waardoor hij in aanraking kwam met het sociale onrecht waar veel van zijn films over gingen. Zijn vader was een bookmaker. Hij studeerde midden jaren vijftig af aan de Royal Academy of Dramatic Art, waarna hij een succesvolle carrière op het toneel begon. Hij was onder andere veelvuldig te zien in toneelstukken van Shakespeare.
In het theater kwam hij in aanraking met regisseur Tony Richardson, die hem in enkele toneelstukken zou regisseren en in zijn debuutfilm, The Entertainer uit 1960. Dat jaar kwam ook zijn grote doorbraak met zijn optreden in de film Saturday Night and Sunday Morning als Arthur Seaton, een fabrieksarbeider die zich afzet tegen zijn meerderen. Deze film wordt tegenwoordig beschouwd als de eerste sociaalrealistische Britse film. Hierna volgden meer rollen als jonge arbeiders in zogenaamde kitchen sink-drama's. De hoofdrol in Lawrence of Arabia liet hij in 1962 schieten voor de titelrol in Tom Jones van Richardson. De film werd in 1963 een internationaal succes en won vier Oscars. Finney werd genomineerd voor de Academy Award voor Beste Acteur, maar won hem niet.
Na zijn succes in films speelde hij in meerdere toneelstukken, waaronder bij de National Theatre Company in de Old Vic in Londen. Hij werd tweemaal voor een Tony Award genomineerd, voor zijn rollen in de stukken Luther en A Day in the Death of Joe Egg. In 1967 speelde hij weer in een film, Two for the Road van Stanley Donen, met Audrey Hepburn als zijn tegenspeelster. Datzelfde jaar regisseerde hij de film Charlie Bubbles, waarin hij tevens te zien was in de titelrol.
In latere jaren was hij vooral te zien in zeer diverse rollen. Zo was hij te zien als Ebenezer Scrooge in Scrooge uit 1970, naar A Christmas Carol van Charles Dickens, en Agatha Christies Hercule Poirot in Murder on the Orient Express uit 1974. Hij was in 1982 ook te zien als Oliver "Daddy" Warbucks in musicalfilm Annie. En daarnaast was hij ook nog een hoogdravende Shakespeare-acteur in The Dresser uit 1983. Voor de laatste twee rollen werd hij genomineerd voor een Oscar, evenals voor zijn rol in Under the Volcano uit 1984. In 1990 had hij een rol in Millers Crossing van de Coen Brothers.
Finney speelde ook in televisiefilms en miniseries voor de BBC, waaronder Karaoke en Cold Lazarus van Dennis Potter (beide uit 1996) en A Rather English Marriage uit 1998 met Tom Courtenay. Ook was hij te zien als Winston Churchill in de televisiefilm The Gathering Storm uit 2002, waarvoor hij uiteindelijk een Emmy Award, een Golden Globe en een BAFTA won.
In 2000 speelde hij de Amerikaanse advocaat Ed Masry in Erin Brockovich van Steven Soderbergh, met Julia Roberts in de titelrol. Met deze film trok Finney zijn grootste publiek in jaren, en hij werd genomineerd voor zowel een Golden Globe als een Oscar voor Beste Mannelijke Bijrol. In 2003 speelde hij een van de hoofdrollen in Big Fish van Tim Burton. Hierin is hij te zien als de oudere Edward Bloom, een zakenman aan het einde van zijn leven die zijn zoon van zich vervreemd heeft zien raken door zijn gewoonte om de meest fantasierijke verhalen te vertellen. De jongere Edward Bloom wordt gespeeld door Ewan McGregor. Ook voor deze rol werd hij genomineerd voor een Golden Globe.
Finney is driemaal getrouwd geweest, met de actrices Jane Wenham van 1957 tot 1961 en Anouk Aimée van 1970 tot 1978. Beide huwelijken eindigden in een scheiding. Uit zijn eerste huwelijk heeft hij een zoon. Later trouwde hij met Pene Delmage, een reisagente.
In 2011 werd er kanker bij hem ontdekt. Op 7 februari 2019 overleed hij na een korte ziekte in een ziekenhuis in Londen.

## Filmografie
- The Entertainer (1960) - Mick Rice
- Saturday Night and Sunday Morning (1960) - Arthur Seaton
- Tom Jones (1963) - Tom Jones
- Night Must Fall (1964) - Danny
- Two for the Road (1967) - Mark Wallace
- Charlie Bubbles (1968) - Charlie Bubbles
- Scrooge (1970) - Ebenezer Scrooge
- Gumshoe (1971) - Eddie Ginley
- Murder on the Orient Express (1974) - Hercule Poirot
- The Adventure of Sherlock Holmes' Smarter Brother (1975) - Man In Opera Audience
- The Duellists (1977) - Fouche
- Looker (1981) - Dr. Larry Roberts
- Loophole (1981) - Daniels
- Wolfen (1981) - Dewey Wilson
- Shoot the Moon (1982) - George Dunlap
- Annie (1982) - Daddy Warbucks
- The Dresser (1983) - Sir
- Pope John Paul II (1984) -  Karol Wojtyla
- Under the Volcano (1984) - Geoffrey Firmin
- Orphans (1987) - Harold
- The Endless Game (1990) -  Alec Hillsden
- Miller's Crossing (1990) - Leo O'Bannon
- The Image (1990) - Jason Cromwell
- The Green Man (1990) - Maurice Allington
- The Playboys (1992) - Hegarty
- Rich in Love (1993) - Warren Odom
- The Browning Version (1994) - Andrew Crocker-Harris
- A Man of No Importance (1994) - Alfred Byrne
- Washington Square (1997) - Dr. Austin Sloper
- A Rather English Marriage (1998) - Reggie Conyngham-Jervis
- Simpatico (1999) - Simms
- Breakfast of Champions (1999) - Kilgore Trout
- Erin Brockovich (2000) - Ed Masry
- Traffic (2000) - White House Chief of Staff
- The Gathering Storm (2002) - Winston Churchill
- Big Fish (2003) - Oude Edward Bloom
- Ocean's Twelve (2004) - Gaspar LeMarque
- Corpse Bride (2005) - Finis Everglot (stem)
- A Good Year (2006) - Oom Henry Skinner
- Amazing Grace (2007) - John Newton
- Before the Devil Knows You're Dead (2007) - Charles Hanson
- The Bourne Ultimatum (2007) - Dr. Albert Hirsch
- Skyfall (2012) - Kincade